# Senna wislizeni
Senna wislizeni, comúnmente conocido como Carrozo, Huesillo, Hueso, Mulato, y otros nombres,  es un arbusto  perenne, caducifolio.

## Descripción
Senna wislizeni crece hasta de 5(10) m de alto. Tiene hojas compuestas con 2 a 5(6) pares de folíolos. A veces sus ramas pequeñas se convierten en espinas. Tiene pequeños racimos de flores amarillas, algo  zigomorfas. Las flores se desarrollan en frutos largas, planas y de color marrón oscuro, de tipo legumbre.

## Hábitat
Senna wislizeni es adaptada a climas con una larga estación seca.

## Distribución
Senna wislizeni se encuentra en zonas secas en las áreas montañosas de México, excepto en Baja California. En el sitio web de iNaturalist puede ver un mapa que muestra las ubicaciones de las observaciones de grado de investigación de la especie.

## Ecología
Las flores son visitadas por abejas carpinteras de la subfamilia de la Xylocopinae, y abejorros, género Bombus. Mariposas generalmente conocidas como amarillas y azufres de la subfamilia Coliadinae utilizan la planta como fuente de alimento para sus  orugas.

## Taxonomía
La especie recibe su nombre de Friedrich Adolph Wislizenus, botánico que estudió la flora mexicana a mediados del siglo XIX. Algunas fuentes escriben erróneamente el epíteto "wislizenii". La ortografía correcta es con una "i", según el artículo 60C.2 del ICN.

### Variedades
Estas variedades son reconocidas:
- var. painteri (Britton & Rose) H.S.Irwin & Barneby (= Cassia wislizenii A. Gray var. painteri (Britton & Rose) H.S.Irwin & Barneby, Palmerocassia painteri Britton & Rose)
- var. pringlei (Rose) H.S.Irwin & Barneby (= Cassia morelensis Greenm., Cassia pringlei Rose, Palmerocassia pringlei (Rose) Britton & Rose)
- var. villosa (Britton & Rose) H.S.Irwin & Barneby (= Cassia wislizenii A. Gray var. villosa (Britton & Rose) H.S.Irwin & Barneby, Palmerocassia villosa Britton & Rose)